# Тимофей (Маргаритис)
Митрополи́т Тимофе́й (греч. Μητροπολίτης Τιμόθεος, в миру Фео́дорос Маргари́тис, греч. Θεόδωρος Μαργαρίτης; род. 31 августа 1951, Патры) — епископ Иерусалимской православной церкви, митрополит Вострский (с 1998), экзарх Пресвятого Гроба Господня на Кипре (с 2013).

## Биография
Родился 30 августа 1951 года в городе Патры в малорелигиозной семье. В 1957 году был крещён с именем Фео́дорос.
В 1966 году поступил в Ризарийскую богословскую школу в Афинах. В ноябре 1967 года, уговорив родителей, уехал на учёбу в Иерусалим, где в 1971 году успешно окончил Патриаршую богословскую семинарию.
2 сентября 1970 года патриархом Иерусалимским Венедиктом в Тронном зале Патриархии был пострижен в монашество с наречением имени Тимофей (в честь святого апостола Тимофея), а 8 сентября 1970 года в Кувуклии храма Гроба Господня архиепископом Газским Стефаном (Баласкасом) был рукоположён в сан иеродиакона с поручением несения ежедневной службы в храме Гроба Господня.
В период служения в Иерусалимском патриархате имел тесное общение с приезжающими в паломничество клириками и иерархами всего мирового Православия, и в том числе и со многими членами и руководством Русской духовной миссии в Иерусалиме, которые впоследствии стали архиереями в юрисдикции Русской православной Церкви. Во время одной из служб в храме Гроба Господня познакомится с митрополитом Никодимом (Ротовым), с которым в последующие годы многократно общался как на Святой Земле, так и на территории СССР.
С 1971 по 1974 год являлся помощником главного библиотекаря Иерусалимской патриархии.
17 июля 1975 года в Кувуклии храма Гроба Господня архиепископом Лиддским Гименеем (Куцумалисом) был рукоположён в сан иеромонаха.
В ноябре 1975 года был направлен в Россию, где сначала обучался на подготовительных курсах, а с сентября 1976 года поступил на очное отделение Ленинградской духовной академии, которую через четыре года окончил со степенью кандидата богословия. 20 мая 1980 года защитил диссертацию на русском языке по теме «„Амфилохия“ святого Фотия патриарха Константинопольского».
В марте 1978 года в Свято-Троицком соборе Александро-Невской лавры в Санкт-Петербурге митрополитом Никодимом (Ротовым) по письменной просьбе патриарха Иерусалимского Венедикта был возведён в сан архимандрита.
По возвращении в июне 1980 года в Иерусалим, зачислен сотрудником секретариата Иерусалимской патриархии. С августа по октябрь 1980 года был игуменом монастыря Святых Апостолов в Тивериаде. После избрания 1 марта 1981 г. Патриархом Святого града Иерусалима и всей Палестины Диодора (Каривалис) в начале марта 1981 года был утверждён его личным секретарём. В конце 1981 года он назначен ответственным за секретариат Иерусалимской патриархии и одновременно утверждён членом образовательной комиссии патриархата. В этот период дополнительно нёс послушание главного наблюдателя (благочинного) в храме Священномученицы Екатерины в Старом городе Иерусалима. Также был назначен председателем комиссии по благоустроению кладбищ патриархии с целью приведения их в порядок (в первую очередь — кладбища на горе Сион). В результате его трудов на кладбище был сооружён православный Храм.
По его инициативе была создана первая в Старом городе Иерусалима смешанная (для мальчиков и девочек) христианская школа имени святого Димитрия для палестинских детей.
С 1982 по 1993 годы являлся членом исполнительного комитета совета Церквей Ближнего Востока.
С 1983 года — генеральный секретарь Иерусалимской патриархии и секретарь Священного синода. В 1985 году назначен постоянным членом Священного синода Иерусалимской православной церкви.
21 февраля 1988 года был избран для рукоположения в сан епископа Порфиропольского с оставлением в должности генерального секретаря. Наречение во епископа возглавил патриарх Иерусалимский Диодор в кафоликоне храма Гроба Господня.
28 февраля 1988 года состоялась его архиерейская хиротония.

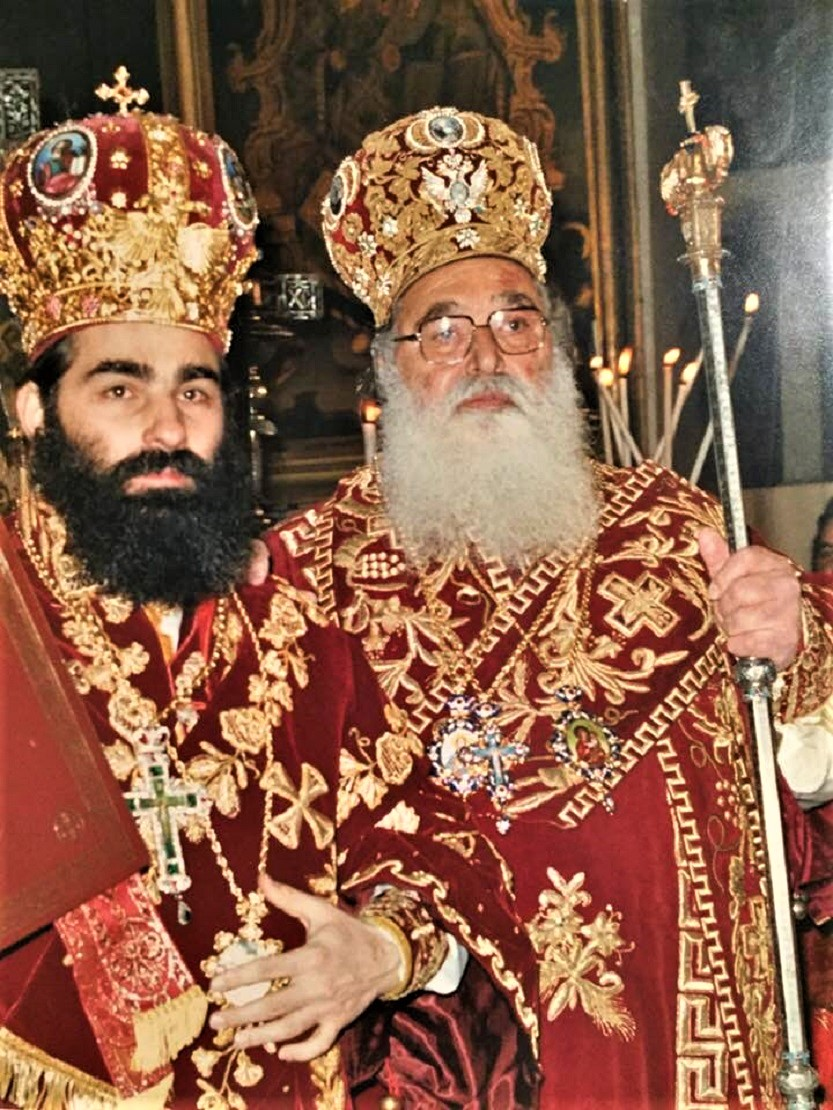
Митрополит Тимофей с Иерусалимским патриархом Диодором. 1992 г.

29 октября 1991 года был избран архиепископом Лиддским, а в 1994 году возведён в достоинство митрополита.
12 февраля 1998 году избран митрополитом Вострским и экзархом всей Арабии.

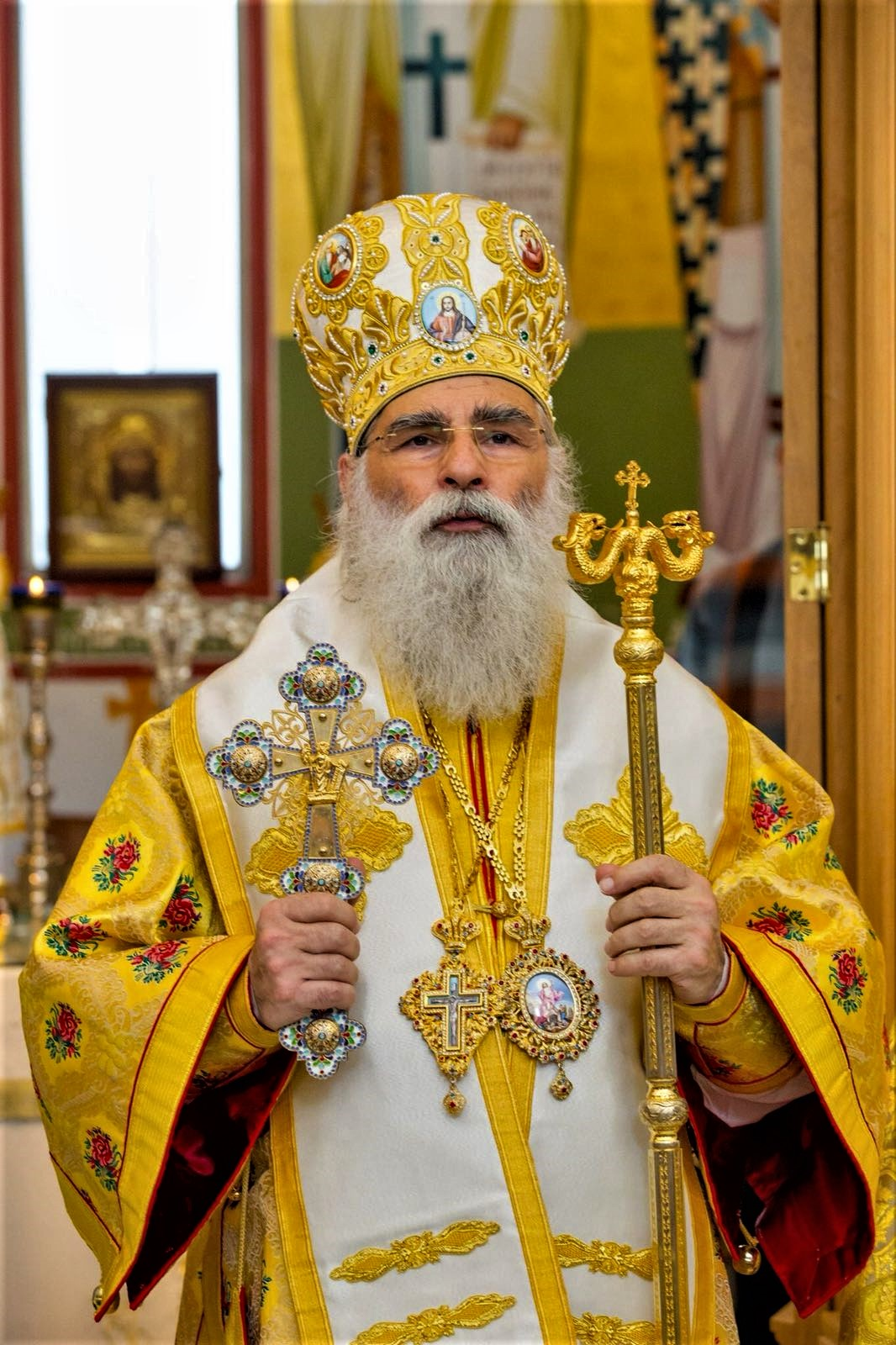
митрополит Тимофей за богослужением. 2019 г.

Митрополит Тимофей являлся главою делегации Иерусалимского патриархата на 8-й Генеральной ассамблее Всемирного совета церквей в декабре 1998 года (Хараре, Зимбабве).
Как представитель Иерусалимского патриархата он участвовал в ряде совещаний — в Конференциях церквей Ближнего Востока (1986—2001); сопровождал патриарха Иерусалимского Диодора во время посещения большинства Поместных православных и иных церквей. Во время архипастырского служения посетил 70 стран.
В 1999 году официально посещал Ватикан для передачи папе Иоанну Павлу II персонального приглашения от патриарха Диодора о встрече в Иерусалиме.
Был инициатором многих христианских мероприятий, в том числе — в 1986 году памяти 1600-летия кончины святителя Кирилла Иерусалимского и молитвой о мире; в 1999 году конференции, посвящённой роли Божией Матери в воплощение Слова Божия; в июне 2000 года в честь Святого Духа. Был организатором большинства православных торжеств на Святой Земле в связи с 2000-летием Рождества Христова. Вершиной этих торжеств явилось праздничное сослужение в январе 2000 года глав всех Православных церквей. Во время сослужения присутствовали: Ясир Арафат, Стефанопулос, Лукашенко и иные главы государств и правительств в базилике Рождества Христова в Вифлееме с особой молитвой вознесенной за мир всего мира.
После кончины 19 декабря 2000 года патриарха Иерусалимского Диодора, он был одним из главных кандидатов на патриарший престол в 2001 году. После избрания 13 сентября 2001 года новым Патриархом Иерусалимским Иринея (Скопелитис), в конце сентября 2001 года митрополит Тимофей был освобождён от должностей генерального секретаря Патриархии и постоянного члена Синода.
С 2003 по 2004 год служил в должности председателя Церковно-апелляционного суда Иерусалимской патриархии.
По избрании в августе 2005 года патриархом Иерусалимским Феофила III (Яннопулос), 18 октября 2005 года митрополит Тимофей был назначен ответственным за восстановление экзархата (представительства) Иерусалимского Патриархата на Кипре. Экзархат имел давнюю историю и существовал с конца XI века, но большая часть его монастырей были закрыты по распоряжению руководства турецкой армии в связи с военной оккупацией северных земель Кипра в 1974 году.
Прибыв на Кипр в 2006 году, митрополит Тимофей столкнулся с тем, что большинство зданий экзархата были руинированы. При поддержке православного мецената Игоря Алтушкина были построены новый храм и комплекс помещений, необходимые для функционирования представительства. В декабре 2013 года решением Священного Синода митрополиту Тимофею присвоен титул экзарха Пресвятого Гроба Господня на Кипре.
29 декабря 2022 года решением Учёного совета и Общего собрания Санкт-Петербургской духовной академии митрополиту Тимофею было присвоено звание «Почетный член Санкт-Петербургской духовной академии».
Полиглот. Кроме родного греческого языка, свободно владеет русским, английским, арабским и французским языками. Может изъясняться на иврите и румынском языке.